# جان فرانسیس مرسر
جان فرانسیس مرسر (انگلیسی: John Francis Mercer؛ ۱۷ مهٔ ۱۷۵۹ – ۳۰ اوت ۱۸۲۱) یک سیاست‌مدار اهل ایالات متحده آمریکا بود.